# Anisophyllea beccariana
Anisophyllea beccariana là một loài thực vật]] thuộc họ Anisophylleaceae. Loài này có ở Indonesia và Malaysia.